# Penele negre
Penele negre este un film românesc din 1970 regizat de Florin Anghelescu.